# Ritratto equestre

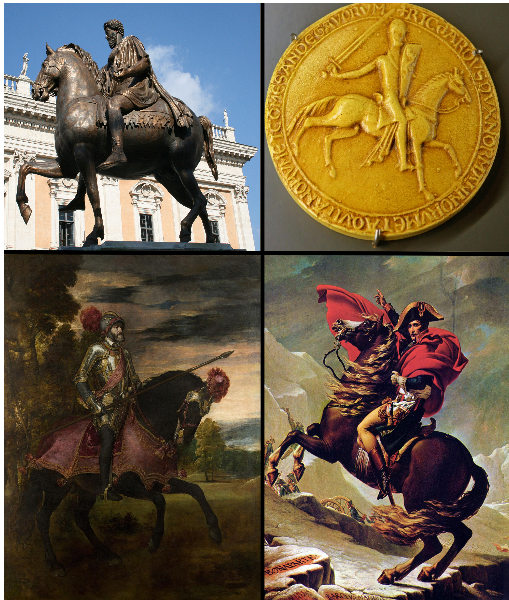
Quattro differenti ritratti di regnanti a cavallo

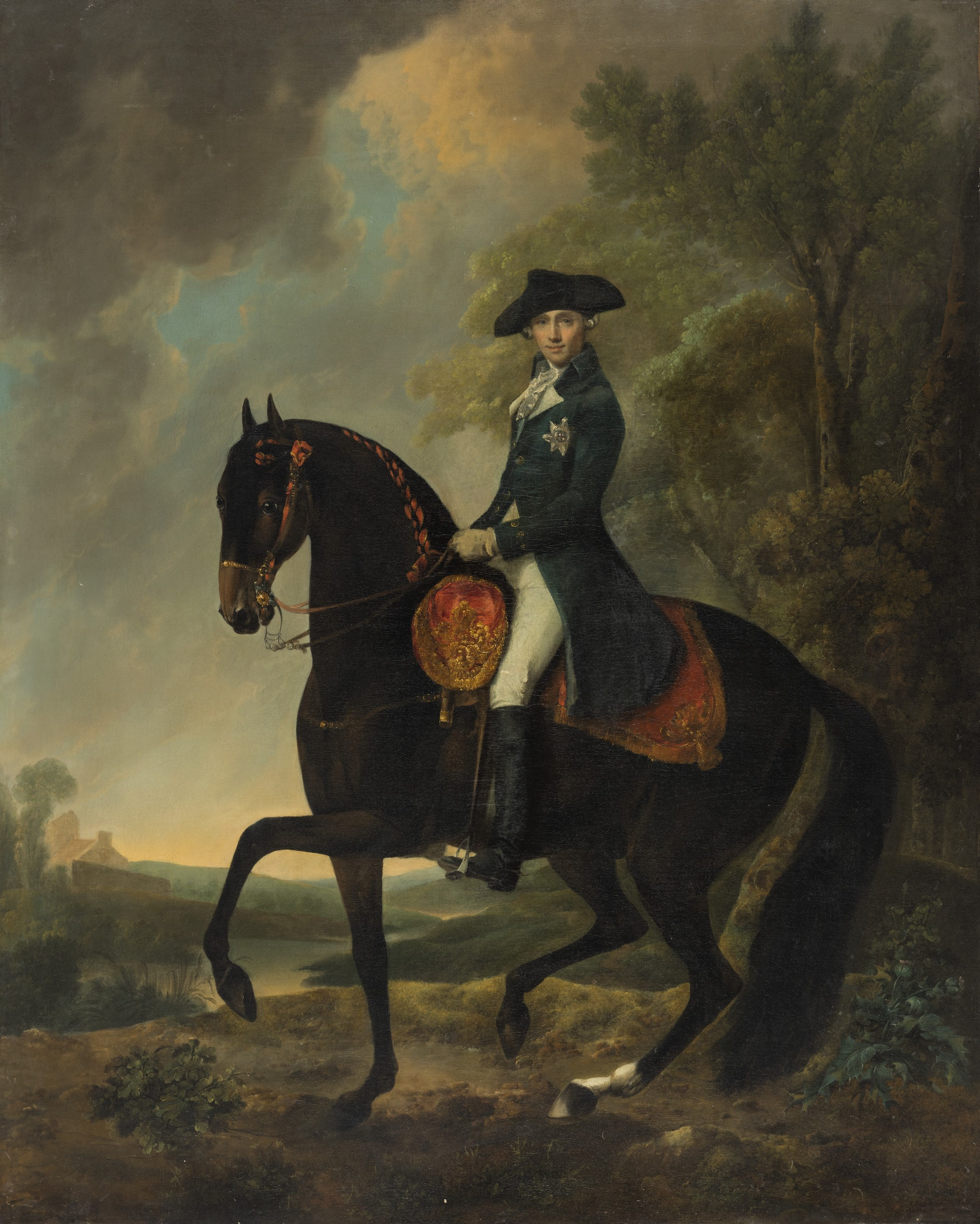
Ritratto equestre del principe Enrico, duca di Cumberland e Strathearn di David Morier, c. 1765

Un ritratto equestre è un dipinto o una scultura che mostri il soggetto in groppa ad un cavallo. I primi esempi di questo stile ritrattistico risalgono all'antichità, in particolare tramite le statue equestri. L'esempio più famoso sopravvissuto di quel periodo è certamente a Roma la statua dell'imperatore Marco Aurelio in Piazza del Campidoglio. Questo tipo di pittura consentì inoltre la diffusione del cavallo come animale nella pittura e negli studi appositi per la sua rappresentazione.
Nel corso dei secoli questa tipologia di ritratto acquisì caratteristiche cavalleresche. Ritratti equestri sono sempre stati associati a persona di alto rango, sin dall'epoca medievale.

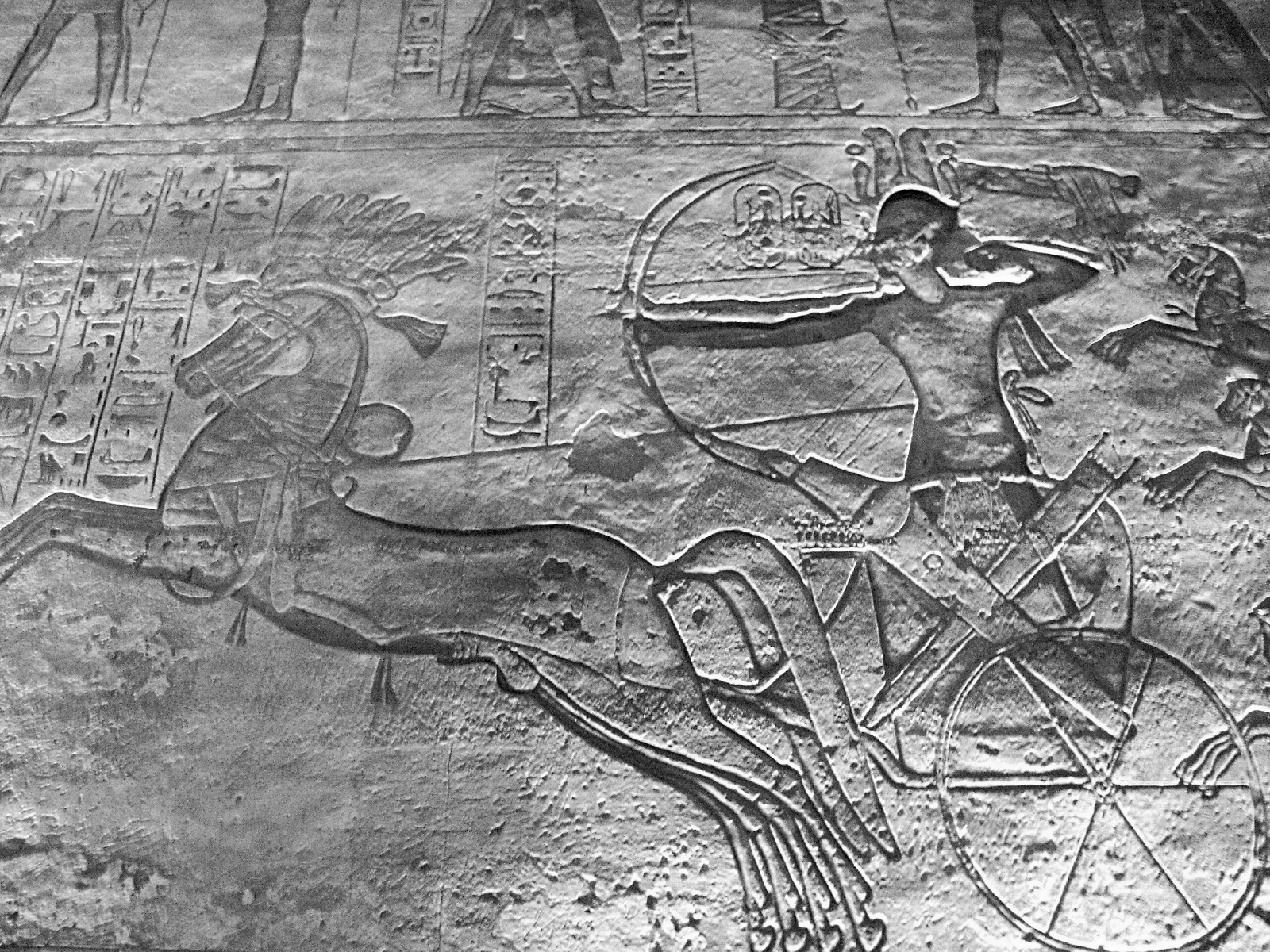
Bassorilievo di Ramesse II alla battaglia di Qadesh, Abu Simbel

Se le prime raffigurazioni di cavalli sono datate alla preistoria, è in epoca antica che si ritrovano le prime rappresentazioni di personaggi a cavallo. I primi sovrani si trovavano a bordo di carri come nel caso dei bassorilievi egiziani antichi come ad esempio quello di Ramesse II alla battaglia di Qadesh (Abu Simbel). Nella Grecia antica, il dio Apollo guidava una quadriga celeste. 
Fu con Alessandro Magno che venne introdotta l'immagine del sovrano a cavallo, in particolare attraverso le sculture di Lisippo.
Uno dei ritratti più famosi del genere e molto popolare già all'epoca in cui venne realizzato fu il ritratto del primo console Bonaparte sul Gran San Bernardo (1800) dipinto da Jacques-Louis David, dal quale vennero derivate cinque versioni e moltissime copie, anche da artisti molto affermati come Jean-Batiste Moses, Georges Rouge.